# 大友義乗
大友 義乗（おおとも よしのり）は、安土桃山時代の武将、江戸時代の旗本。大友氏第23代当主。
父は大友義統（吉統）、母は大友氏家臣・吉弘鑑理（高橋紹運の父）の娘・菊姫。幼名は塩法師、通称は惣五郎。諱は初め能述（よしのぶ）、その後に能延さらに義延（読みは同じ）、次いで義乗と改名した。義述、能乗とも。

## 略歴
イエズス会に伝わる資料では、1587年3月に義統の嫡子が受洗し「フルゼンシオ」という洗礼名を受けたとある。
天正16年（1588年）3月7日、秀吉の奏請で昇殿を許された義統は、従五位下に叙され、参内して太刀と白銀を献じた。秀吉の「吉」を一字拝領して吉統と改名し、羽柴の名字と豊臣姓を下賜された。また吉統は朝廷より侍従に叙任された。
天正17年（1589年）3月、吉統は嫡子の塩法師丸（義乗）を聚楽第に出仕させて秀吉に謁見させた。秀吉は（吉統と対立していた）志賀親次にも出頭を命じてその武功を褒めて、義乗と親次に食事を供した。秀吉は親次がキリシタンであることを責めなかったが、親次が豊後に帰ってから手紙で棄教を命じている。（※親次は断っている。義統は棄教していた。）
天正20年（1592年）2月11日、朝鮮へと渡海する父・吉統より、大友氏の家督を譲られた。新たに築かれた家島館にて父に代わり政務を執る。
文禄2年（1593年）、文禄の役で父である吉統が、平壌城で明軍に包囲されていた小西行長ら諸隊を見捨てて敵前逃亡をしたと失態を讒言されたことで、秀吉の逆鱗に触れた。吉統の処分はすぐには発表されなかったので、大友勢は各地で奮戦し、義乗も朝鮮に出陣して少しでも心証を良くしようとしたが、吉統には「臆病者」という厳しい裁定が下され、大友氏は豊後領を改易されることとなった。吉統は勘当となって毛利輝元の預とされた。家臣の杵築城主の木付統直は豊後除封を恥じて朝鮮からの帰途の門司沖で入水自殺し、その父の鎮直は城を清めてから妻と共に自害した。
出征中の義乗は、幼少より秀吉の小姓として近侍していたことをもって、肥後の加藤清正の預託となり、500人扶持を与えられた。義乗は清正に従ってこの年は朝鮮で越年し、翌年、預け先が武蔵の徳川家康へと変わった。そのまま家康に仕えて常陸国筑波郡内で3000石、武蔵国牛込で300石を与えられ、牢人衆に列した。
この頃、佐竹義述と名が通じるため、能乗と改名した。
慶長4年（1599年）閏3月、水戸の配所にいた父・宗巌（吉統）は恩赦によって幽閉の身を解かれた。この恩赦は後陽成天皇の乳母として仕えていた継室（少納言、伊東掃部頭の娘）とその母（大弐）が天皇に願い出たためという。これに伴って義乗の処分も解除されたが大坂には上らず江戸の徳川家に与力した。
慶長5年（1600年）の関ヶ原の戦いでは、義乗は徳川軍の一員として下野の宇都宮に進軍し、小山で家康に父と共に豊後に戻り東軍に加勢し旧領回復すれば「豊後一国」の恩賞を与えると言い含められて西行しようとするが、すでに父は西軍の毛利家に属して豊後に下向し蜂起してしまっており、石垣原の戦いで東軍に敗れた末に投降していた。
戦後、義統が秋田実季の預に転じて常陸国宍戸に幽閉された一方で、義乗は家康に与えられた知行とと併せて3,300石の扶持を与えられて、大身旗本に列せられたので豊後以来の旧臣を幾分かは呼び戻せた。江戸幕府では寄合（旗本寄合席）に属したという。
慶長17年7月12日、死去。36歳（または26歳）。法名は真馨。
長男の義政は既に早世しており、次男の義親が跡を継いだ。断絶後、再興し、高家として徳川氏に仕えた。

## 家族
○出典：『寛政重修諸家譜』
- 父：大友吉統
- 母：吉弘氏
- 兄弟
  - 義乗
  - 女子 - 一尾通春（久我三休の子）の妻
  - 女子 - 佐子局。東福門院の御所に仕える。のち、弟・正照の三男・義孝を養子とする。
  - 松野正照 - 長熊丸、長三、右京。松野を称す。
  - 女子 - 伊藤権右衛門某の妻
- 妻：高橋鎮種の娘
- 子女
  - 義政 - 一法師丸、左兵衛督。父に先立って死去
  - 義親
  - 女子 - 上杉長員の妻
  - 女子 - 畠山親元（外記）の妻

## 偏諱を与えた人物
- 能述時代
  - 戸次述常
- 能延・義延時代
  - 戸次延常（べっき のぶつね） - 戸次統常の嫡男。
  - 一萬田延続（いちまだ のぶつぐ） - 一萬田鑑実の弟・鑑景（あきかげ）の孫。父は統綱（むねつな）、兄は統貫（むねつら）。初名の統続（むねつぐ）から改名。
  - 大野延基（おおの のぶもと）（大野氏第27代当主）
  - 三田井延親（みたい のぶちか）- 大友義右期の家臣・三田井右武の曾孫。三田井氏についてはこちらを参照。
  - 戸次延常（べっき のぶつね） -家臣
- 義乗時代
  - 清田乗栄（きよた のりはる） - 祖父・鎮忠は大友義鎮（宗麟）の娘婿なので、義鎮の曾孫にあたる。